# Cerynea digonia
Cerynea digonia là một loài bướm đêm trong họ Erebidae.